# Fiú 100 méteres pillangóúszás a 2010. évi nyári ifjúsági olimpiai játékokon
A 2010. évi nyári ifjúsági olimpiai játékokon az úszás fiú 100 méteres pillangóúszás versenyszámát augusztus 16. és augusztus 17. között rendezték meg a Singapore Sports Schoolban.

## Előfutamok

### 1. Futam
| H  | P | Név                             | Nemzet      | Idő     | Mj |
| -- | - | ------------------------------- | ----------- | ------- | -- |
| 1. | 3 | Tsilavina Andritina Ramanantsoa | Madagaszkár | 1:06.88 |    |
| 2. | 4 | Cristofer Jimenez               | Nicaragua   | 1:07.64 |    |
| 3. | 6 | Ham Sserunjogi                  | Uganda      | 1:11.23 |    |
| 4. | 5 | Ralph Benjamin Teiko Quaye      | Ghána       | 1:17.03 |    |

### 2. Futam
| H  | P | Név                    | Nemzet              | Idő     | Mj |
| -- | - | ---------------------- | ------------------- | ------- | -- |
| 1. | 3 | Zlatko Alić            | Bosznia-Hercegovina | 57.46   |    |
| 2. | 4 | Serghei Golban         | Moldova             | 57.81   |    |
| 3. | 5 | Ahmadreza Jalali       | Irán                | 57.84   |    |
| 4. | 6 | Homayoun Haghighijadid | Irán                | 58.34   |    |
| 5. | 8 | Sofyan Elgadi          | Líbia               | 59.07   |    |
| 6. | 2 | Omar Mithqal           | Jordánia            | 59.39   |    |
| 7. | 7 | Juwel Ahmed            | Banglades           | 1:02.97 |    |
| 8. | 1 | Jeremy Joint Riong     | Brunei              | 1:11.27 |    |

### 3. Futam
| H  | P | Név                  | Nemzet        | Idő   | Mj |
| -- | - | -------------------- | ------------- | ----- | -- |
| 1. | 1 | Kenneth To           | Ausztrália    | 54.16 | Q  |
| 2. | 2 | Jordan Coehlo        | Franciaország | 54.19 | Q  |
| 3. | 4 | Marcin Cieslak       | Lengyelország | 54.64 | Q  |
| 4. | 3 | Roberto Sterlkov     | Argentína     | 55.15 | Q  |
| 5. | 5 | Bowei Sun            | Kína          | 55.30 | Q  |
| 6. | 6 | Melvin Herrmann      | Németország   | 55.65 | Q  |
| 7. | 7 | Justin James         | Ausztrália    | 55.70 |    |
| 8. | 8 | Juan Manuel Arbelaez | Kolumbia      | 58.37 |    |

### 4. Futam
| H  | P | Név                 | Nemzet        | Idő   | Mj |
| -- | - | ------------------- | ------------- | ----- | -- |
| 1. | 3 | Velimir Stjepanović | Szerbia       | 54.71 | Q  |
| 2. | 7 | Hoàng Quý Phước     | Vietnám       | 54.74 | Q  |
| 3. | 5 | Biczó Bence         | Magyarország  | 54.76 | Q  |
| 4. | 4 | Medhy Metella       | Franciaország | 54.81 | Q  |
| 5. | 2 | Kyusang Yoo         | Dél-Korea     | 55.58 | Q  |
| 6. | 6 | Ilya Lemaev         | Oroszország   | 55.77 |    |
| 7. | 1 | Thomas Jobin        | Kanada        | 56.80 |    |
| 8. | 8 | Rainer Kai Wee Ng   | Szingapúr     | 57.06 |    |

### 5. Futam
| H  | P | Név            | Nemzet                  | Idő   | Mj |
| -- | - | -------------- | ----------------------- | ----- | -- |
| 1. | 3 | Erich Peske    | Egyesült Államok        | 54.50 | Q  |
| 2. | 5 | Gyucheol Chang | Dél-Korea               | 54.66 | Q  |
| 3. | 6 | Chad le Clos   | Dél-afrikai Köztársaság | 54.93 | Q  |
| 4. | 4 | Tommaso Romani | Olaszország             | 55.10 | Q  |
| 5. | 7 | Cadell Lyons   | Trinidad és Tobago      | 55.54 | Q  |
| 6. | 2 | Jun Isaji      | Japán                   | 55.88 |    |
| 7. | 1 | Sheng Jun Pang | Szingapúr               | 57.08 |    |
| 8. | 8 | Ondrej Palatka | Csehország              | 57.41 |    |

## Elődöntő

### 1. Futam
| H  | P | Név                 | Nemzet                  | Idő   | Mj |
| -- | - | ------------------- | ----------------------- | ----- | -- |
| 1. | 2 | Chad le Clos        | Dél-afrikai Köztársaság | 53.67 | Q  |
| 2. | 3 | Velimir Stjepanović | Szerbia                 | 54.00 | Q  |
| 3. | 6 | Biczó Bence         | Magyarország            | 54.03 | Q  |
| 4. | 4 | Jordan Coehlo       | Franciaország           | 54.11 | Q  |
| 5. | 5 | Marcin Cieslak      | Lengyelország           | 54.30 | Q  |
| 6. | 1 | Cadell Lyons        | Trinidad és Tobago      | 54.88 |    |
| 7. | 8 | Melvin Herrmann     | Németország             | 55.19 |    |
| 8. | 7 | Roberto Sterlkov    | Argentína               | 55.20 |    |

### 2. Futam
| H  | P | Név             | Nemzet           | Idő   | Mj |
| -- | - | --------------- | ---------------- | ----- | -- |
| 1. | 3 | Gyucheol Chang  | Dél-Korea        | 53.41 | Q  |
| 2. | 5 | Erich Peske     | Egyesült Államok | 54.29 | Q  |
| 3. | 2 | Medhy Metella   | Franciaország    | 54.30 | Q  |
| 4. | 7 | Tommaso Romani  | Olaszország      | 54.35 |    |
| 5. | 4 | Kenneth To      | Ausztrália       | 54.36 |    |
| 6. | 6 | Hoàng Quý Phước | Vietnám          | 54.71 |    |
| 7. | 1 | Bowei Sun       | Kína             | 54.73 |    |
| 8. | 8 | Kyusang Yoo     | Dél-Korea        | 55.16 |    |

## Döntő
| H     | P | Név                 | Nemzet                  | Idő   | Mj |
| ----- | - | ------------------- | ----------------------- | ----- | -- |
| Arany | 4 | Gyucheol Chang      | Dél-Korea               | 53.13 |    |
| Ezüst | 5 | Chad le Clos        | Dél-afrikai Köztársaság | 53.31 |    |
| Bronz | 3 | Velimir Stjepanović | Szerbia                 | 53.77 |    |
| 4.    | 1 | Marcin Cieslak      | Lengyelország           | 53.78 |    |
| 5.    | 2 | Jordan Coehlo       | Franciaország           | 53.96 |    |
| 6.    | 6 | Biczó Bence         | Magyarország            | 53.99 |    |
| 7.    | 8 | Medhy Metella       | Franciaország           | 54.35 |    |
| 8.    | 7 | Erich Peske         | Egyesült Államok        | 54.93 |    |

## Fordítás
Ez a szócikk részben vagy egészben  a   Swimming at the 2010 Summer Youth Olympics – Boys' 100 metre butterfly című angol Wikipédia-szócikk fordításán alapul.  Az eredeti cikk szerkesztőit annak laptörténete sorolja fel. Ez a jelzés csupán a megfogalmazás eredetét és a szerzői jogokat jelzi, nem szolgál a cikkben szereplő információk forrásmegjelöléseként.